# Ender : L'Exil
Ender : L'Exil (titre original : Ender in Exile) est un roman de science-fiction d'Orson Scott Card, publié en 2008. Il s’agit du sixième livre du Cycle d'Ender, précédé par Une guerre de dons. D'un point de vue intradiégétique (chronologie du récit), il se situe entre La Stratégie Ender (premier roman du cycle) et La Voix des morts.
Le roman éclaire la vie d'Ender après avoir sauvé la Terre de la menace des Doryphores. Les autorités politiques lui proposent un exil vers la première colonie humaine sur une planète prise à l'ennemi dont il devient le gouverneur. Le récit évoque l'adolescence et la vie de jeune adulte d'Ender.

## Résumé
Le récit comprend 23 chapitres.
À douze ans à peine, Ender a sauvé l'humanité de la menace des Doryphores, mais il n'aura pas droit au retour triomphal sur Terre : la fin de la guerre a ravivé les rivalités nationales, et les jeunes prodiges de l'École de guerre suscitent convoitises et craintes. On lui propose alors l’exil, il deviendra gouverneur de la première colonie humaine, une planète prise à l’ennemi. Ender entreprend alors ce long voyage avec sa sœur Valentine, alors qu'il reste rongé par le xénocide des Doryphores, espèce qu'il n'aura de cesse de comprendre et de réhabiliter.
C'est le début d'un long périple qui s'achèvera trois mille ans plus tard dans La Voix des morts.

## Le Cycle d'Ender
- La Stratégie Ender
- La Voix des morts
- Xénocide
- Les Enfants de l'esprit
- Une guerre de dons
- Ender : L'Exil